# Golczewo I
Golczewo I – dawna gromada, czyli najmniejsza jednostka podziału terytorialnego Polskiej Rzeczypospolitej Ludowej w latach 1954–1972.
Gromady, z gromadzkimi radami narodowymi (GRN) jako organami władzy najniższego stopnia na wsi, funkcjonowały od reformy reorganizującej administrację wiejską przeprowadzonej jesienią 1954 do momentu ich zniesienia z dniem 1 stycznia 1973, tym samym wypierając organizację gminną w latach 1954–1972.
Gromadę Golczewo I z siedzibą GRN w Golczewie (wówczas wsi, będącej także siedzibą gromady Golczewo II) utworzono – jako jedną z 8759 gromad na obszarze Polski – w powiecie kamieńskim w woj. szczecińskim na mocy uchwały nr V/45/54 WRN w Szczecinie z dnia 5 października 1954. W skład jednostki wszedł obszar dotychczasowej gromady Golczewo ze zniesionej gminy Golczewo w tymże powiecie. Dla gromady ustalono 14 członków gromadzkiej rady narodowej.
Gromadę zniesiono 31 grudnia 1959, a jej obszar włączono do nowo utworzonej gromady Golczewo w tymże powiecie.